# Digesto Jurídico Argentino
El Digesto Jurídico Argentino (DJA), o Ley 24.967,  es un compendio de leyes argentinas vigentes y de normas supranacionales a las que el país adhiere. Fue impulsado por la entonces presidenta Cristina Fernández de Kirchner con el objetivo depurar y ordenar la legislación del país que en ese momento contaba con cerca de 30 mil leyes. Fue el primero de su tipo en Latinoamérica. Otro de los objetivos era democratizar las leyes mediante su sistematización y simplificación, facilitar a todo ciudadano el conocimiento directo del derecho vigente, y reducir la proliferación normativa que llevaba a casos donde diferentes normas y leyes se contradecían entre sí. 
El ordenamiento fue realizado entre los años 2005 y 2011 por un grupo de 200 juristas de diferentes universidades nacionales y luego controlado por una comisión bicameral del congreso. Su elaboración contó con la participación de más de 60.000 personas distribuidas en 20 grupos de trabajo en cada provincia incluyendo expertos en derecho, jueces, fiscales, abogados, organizaciones de la sociedad civil y colegios profesionales.

El Digesto final se encuentra compuesto por 3.353 leyes frente a las casi 30 mil originales. En marzo de 2014 se presentó el cuerpo unificado de leyes vigentes, sistematizadas y ordenadas siendo aprobado de forma unánime por el Congreso Nacional. En 2013 fue enviado al congreso que lo sancionó en 2014. La ley estableció un plazo de 180 días para la presentación de observaciones antes de su publicación final en el Boletín Oficial.